# Spalax judaei
Spalax judaei é uma espécie de roedor da família Spalacidae. Endêmica da região central de Israel, foi registrada em Anza, Jerusalém, Lahav, Sede Boqer, Wadi Fara, Jiftlik, Dimona, e Ramat Hovav na região da Judeia.